# Trakorien
Trakorien var ett tillbehör till spelet Drakar och Demoner, utgivet 1988. Trakorien handlar om öriket med samma namn beläget utanför kontinenten Erebs nordvästra kust.
Trakorien är ett örike bestående av de fyra huvudöarna Paratorna, Saphyna, Palamux och Trinsmyra samt ett antal mindre öar. Utifrån sett betraktas Trakorien som ett land, men den interna politiken är komplicerad och i själva verket är landet ett slags federation av ett antal mer eller mindre autonoma regioner under inflytande av den dominerande ön Paratorna. På grund av återkommande interna oroligheter står en del provinser under mer eller mindre direkt militärstyre.
Landets välstånd, och då framförallt Paratornas, kommer av en framgångsrik handel med öarnas rika tillgångar på naturresurser, till exempel metaller, ylle, sylvoleum (ett slags vegetabiliskt fotogen) och jordbruksprodukter.
Trakoriens rika inre politiska och religiösa liv och frånvaron av tydliga förebilder i vår värld har gjort att landet av rollspelarna betraktas som en av de bästa och mest originella skapelserna från Drakar och Demoners äldre tid.
Själva boken har också en originell utformning; den första halvan består av en reseberättelse där den upptäcktsresande Brior Brådfot berättar skrönor från sin rundresa i Trakorien tillsammans med den märklige handelsmannen Baldyr Brummare.
Hövdingens yngsta dotter satt vid min sida och hade flätat sitt lingula skägg med röda band kvällen till ära. Hon inledde konversationen med att skalla mig över näsan så att jag såg stjärnor. Baldyr Brummare gratulerade till det oväntade beviset på uppskattning samtidigt som han hjälpte mig upp från golvet.
I fostrande syfte sökte jag under förrätten intressera bordsdamen för den visa Shukallitudas meditationer över metallernas musikalitet, men när hon för tredje gången ville spetsa min tumme på gaffeln, rann mitt sinne liksom soppan över mina kläder. Jag golvade henne med istrerulkens bukben och återgick oberörd till ätande under tystnad. (Ur kapitlet Palamux, avsnittet Brosma, sidan 14.)
Kampanjmodulen Trakorien är mer eller mindre nödvändig för att kunna spelleda äventyret Oraklets fyra ögon.